# Texasi mesterlövész hiba
A Texasi mesterlövész érvelési hiba (Texas sharpshooter fallacy) egy olyan érvelési hiba, melynek elkövetője egy adathalmaz pontjai közti különbségeket elhanyagolja, azok hasonlóságait kihangsúlyozza, és így von le konklúziót. Ezen gondolatmenet eredménye gyakran hibás lehet. Hasonlóan a szerencsejátékosok tévedéséhez, az érvelő az események véletlenszerűségébe lát bele olyan mintát, ami valójában nem is fellelhető.
A hiba egy vicc alapján kapta a nevét, melyben a a texasi mesterlövész a pajta oldalába lőtt golyók köré céltáblákat rajzolva az a látszatot keltette, hogy jól céloz.
A tréfa jól példázza a hiba egyik lehetséges okát is: a hipotézisünket egy nagyobb egészre egy kis minta tulajdonságai alapján tesszük, nem pedig a nagy egészre vonatkozó hipotéziseit teszteljük egy kisebb mintán; ugyanazon a mintán figyeli meg és teszteli a hipotézist.

## Struktúra és egzakt definíció

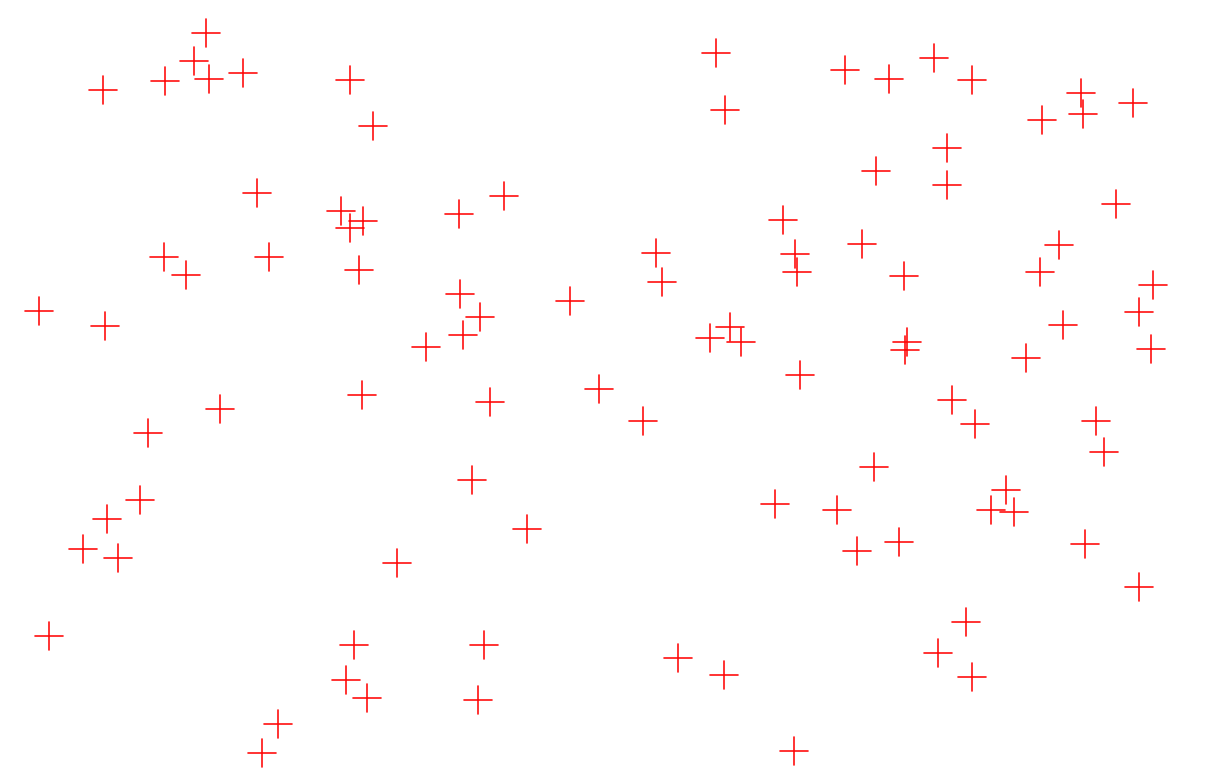
100 pont véletlenszerűen generált koordinátákkal. A pontokat elemezve könnyű mintákat felfedezni, hiszen a pontok nem egyenletesen oszlanak el, hanem klasztereket alkotnak.

Legyen adott eseményeknek egy {\displaystyle U}halmaza, továbbá az ezeket az eseményeket leíró tulajdonságoknak egy {\displaystyle V} halmaza, valamit legyen {\displaystyle \alpha (u):U\rightarrow V'} függvény, ahol {\displaystyle V'} {\displaystyle V} minden lehetséges részhalmazának összessége. Legyen {\displaystyle A\subset U}ezen eseményeknek egy valós részhalmaza. Ekkor, ha {\displaystyle \bigcap _{a\in A}{\alpha (u)}=F\neq \{\}}, azaz néhány az összes esemény közül kiválasztottnak van közös tulajdonsága, és ez alapján feltételezzük hogy {\displaystyle \bigcap _{u\in U}{\alpha (u)}=f\in F}, azaz hogy ezen tulajdonságok valamelyike a teljes eseményhalmazra igaz lehet, jó eséllyel a Texasi mesterlövész érvelési hibába esünk. Tehát bár az első szükséges feltétele a másodiknak, de nem elégséges.
A pajta oldalát lövöldöző mesterlövész esetében például a lövések közül csak azokra koncentráltunk, amelyeket a lövész már elvégzett, és körberajzolt. Azokról, amelyeket ezután lő ki, nem tudjuk hogy oda esnek-e, ahol a céltáblák vannak.
Ennek fényében könnyen elkerülhető, például ha ex-ante tesszük fel az adott mintán tesztelni kívánt hipotézist, vagy a levont következtetéseket más mintán is teszteljük. Ugyancsak elkerülhető az ilyesfajta félreértés, ha megvizsgáljuk a hipotézisünk valószínűségét egy a vizsgálthoz paramétereiben hasonló környezetben (Megmaradnak-e a 100 véletlenszerűen generált pont az ábrán megfigyelt tulajdonságai, ha generálunk egy új ábrát?).

## Példák
- Egy svéd tanulmány 1992-ben a magas feszültségű elektromos vezetékek negatív élettani hatásait vizsgálata, amelynek keretein belül az ilyen vezetékek 300 méteres körzetében elő lakosokat kérdeztek meg. A 25 év alatt összegyűlt mintában több mint 800 betegség előfordulásának gyakoriságát vizsgálták. Az eredmények alapján a vezeték közelében élő gyerekek közt a gyermekkorban kialakuló leukémia esélye négyszerese volt az átlagosnak. A kutatás ezzel szemben hibás: olyan sok volt a betegség, amelyeket a kutatók vizsgáltak, hogy annak a valószínűsége, hogy legalább egy mérés statisztikailag hibás legyen, nagyon nagy volt.[4] Később semmilyen tanulmány nem tudta reprezentálni ezeket az értékeket.[5]
- A SuperCyberDate.com[halott link] párkereső programja szerint Sally és Billy egy tökéletes párt alkotnának, ugyanis mindketten szeretik többek közt a pizzát, a jó filmeket, a gyorskaját, Janet Jacksont, és mindketten a Republikánusokra szavaznak. Mindennek ellenére az oldal nem vette figyelembe, hogy Sally és Billy további 245 dologban nem ért egyet, például hogy Billy meleg.[1] (Bár a történet remek példája a texasi mesterlövész érvelési hibának, a SuperCyberDate.com nem lelhető fel sem a mai weben, sem pedig Internet archívumokban.)
- A híres fizikus, Richard Feynman egyik statisztikus fizikai szemináriumát a következőképp kezdte: felírta a táblára egy, a parkolóban látott autó rendszámát, majd megkérdezte a hallgatókat, vajon mi volt ennek a valószínűsége.[6] Nyilván nagyon kicsi eséllyel láthatta azt a rendszámtáblát, de valójában ez a példa megegyezik a pajta oldalát lövöldöző mesterlövész esetével: minden pontot, így a céltábla közepét, és a tőle három méterrel odébb lévőt is ugyanakkora valószínűséggel találhatta el. Azzal, hogy Feynman a látott rendszámtáblát választotta kivételesnek, gyakorlatilag a pajta oldalán kilőtt lyuk köré rajzolta a céltáblát.
- További hasonló példák és fejtörők találhatók ezen az oldalon.